# آنا ایوانوویچ
آنا ایوانوویچ (به صربی: Ана Ивановић) (زادهٔ ۶ نوامبر ۱۹۸۷ در بلگراد) تنیس باز صرب است. ایوانویچ هم‌اکنون در کشور سوئیس زندگی می‌کند.
وی در مسابقات تنیس آزاد فرانسه در سال ۲۰۰۸، با شکست دینارا سافینا از روسیه قهرمان بخش زنان مسابقات تنیس آزاد فرانسه شد و به اولین مقام قهرمانی خود در یک گرند اسلم تنیس نائل شد.
ایوانوویچ در سال ۲۰۱۶ در شهر ونیز با باستین شواین اشتایگر، فوتبالیست آلمانی، ازدواج کرد. این زوج در سال ۲۰۱۸ صاحب اولین فرزند خود شدند. آنها همچنین در سال ۲۰۱۹ اعلام کردند که منتظر  به دنیا آمدن دومین فرزند خود هستند.